# Trioxys iziphyae
Trioxys iziphyae är en stekelart som beskrevs av Mackauer 1967. Trioxys iziphyae ingår i släktet Trioxys och familjen bracksteklar. Enligt den finländska rödlistan är arten akut hotad i Finland. Artens livsmiljö är sandstränder vid Östersjön. Inga underarter finns listade i Catalogue of Life.